# Sam l'intrépide
Pour plus de détails, voir Fiche technique et Distribution.
Sam l'intrépide (Savage Sam) est un film de Walt Disney Productions réalisé par Norman Tokar en 1963, inspiré du livre de Fred Gipson où l'adoption d'un nouveau chiot suscite de nouveaux émois au cœur de l'Ouest sauvage. C'est la suite de Fidèle Vagabond (1957).

## Synopsis
Travis, Arliss et leur chien Sam (fils de Vagabond), en l'absence de leurs parents partis au chevet de leur grand-mère malade, ont la charge de la maison familiale sous l'œil bienveillant de leur oncle Beck. Tout tourne au drame quand Arliss, Travis et leur amie Lisbeth sont enlevés par les Indiens. Sam part aussitôt sur leurs traces. Repoussant les attaques féroces des loups et des cougars et débusquant des malfaiteurs en fuite, notre héros à quatre pattes démontre sa vaillance.

## Fiche technique
- Titre original : Savage Sam
- Titre français : Sam l'intrépide
- Réalisation : Norman Tokar assisté de Joseph L. McEveety
- Scénario : Fred Gipson, William Turnberg d'après un roman de Fred Gipson
- Photographie : Edward Colman
- Montage : Grant K. Smith
- Direction artistique : Carroll Clark, Marvin Aubrey Davis, William H. Tuntke
- Décorateur de plateau : Hal Gausman, Emile Kuri
- Effets spéciaux : Jim Fetherolf, Eustace Lycett
- Costumes : Gertrude Casey, Chuck Keehne
- Maquillage : Pat McNalley
- Coiffure : Ruth Sandifer
- Musique : Oliver Wallace
  - Montage : Evelyn Kennedy
  - Orchestration : Walter Sheets
  - Chansons : Terry Gilkyson (The Land of the Wild Countreee)[1]
- Technicien du son : Robert O. Cook
- Producteur : Walt Disney, Bill Anderson (coproducteur), Lou Debney (assistant producteur)
- Société de production : Walt Disney Productions
- Pays d'origine : États-Unis
- Langue : anglais
- Format : Couleurs - 1,33:1 - Mono - 35 mm
- Genre : comédie
- Durée : 103 minutes
- Date de sortie : 13 juin 1963

Sauf mention contraire, les informations proviennent des sources concordantes suivantes : Leonard Maltin, John West et IMDb

## Distribution
- Brian Keith : Uncle Beck Coates
- Tommy Kirk : Travis Coates
- Kevin Corcoran : Arliss Coates
- Marta Kristen : Lisbeth Searcy
- Dewey Martin : Lester White
- Jeff York : Bud Searcy
- Royal Dano : Pack Underwood
- Slim Pickens : Wily Crup
- Rodolfo Acosta : Bandy Legs
- Pat Hogan : Broken Nose
- Dean Fredericks : Comanche Chief
- Bradd Weston : Ben Todd
- Rafael Campos : Jeune Guerrier[4]

Sauf mention contraire, les informations proviennent des sources suivantes : Leonard Maltin, Dave Smith, John West et IMDb

## Sorties cinéma
Sauf mention contraire, les informations suivantes sont issues de l'Internet Movie Database.
- États-Unis : 1er juin 1963
- Mexique : 13 mai 1965
- Danemark : 9 août 1965
- France : 7 février 1966
- Finlande : 22 avril 1966
- Uruguay : 20 septembre 1967
- Espagne : 25 mars 1968 (Madrid), 9 juillet 1968 (Barcelone)

## Origine et production
C'est la seconde et dernière collaboration de Fred Gipson avec le studio Disney. La première est Fidèle Vagabond (1957), dont le scénario a été écrit par Gipson et William Turnberg. Officiellement Sam l'intrépide est la suite de Fidèle Vagabond mais en dehors de l'auteur du livre original et des noms de personnages communs, les deux films ne partagent pas grand-chose. Le roman et son adaptation cinématographique sont basés sur l'histoire de Herman Lehmann, un jeune garçon capturé et éduqué par des Apaches que Gipson avait découvert lors d'une exposition locale, tous deux étant originaires du comté de Mason au Texas. Gipson explique que la plupart des histoires de Sam l'intrépide sont tirées de celles qu'il racontait dans un journal quand il était reporte au Texas. Il discutait avec les anciens et malgré quelques mensonges la plupart des histoires sont vraies.
Le tournage du film comporte quelques scènes complexes dont la cavalcade des indiens au sommet d'une falaise de 7 pieds (2,13 m) surplombant une rivière. La rivière est en réalité un lac artificiel que 45 ouvriers de Disney ont aménagé durant 2 semaines déplaçant 8 tonnes de gravier pour former une île artificielle au centre. Trois semaines supplémentaires ont été nécessaires pour construire le tremplin et les barrières pour les chevaux, les barges pour les caméra et encore 10 jours de répétitions pour les 16 cavaliers et 12 cascadeurs pour répéter la scène où 50 chevaux sautent vers le lac et nagent jusqu'à l'île. Finalement la scène ne dure qu'une minute 45 secondes à l'écran. Le film comporte quelques effets spéciaux alors que c'est assez rare pour ce genre de film avec par exemple l'averse de grêle. Il y a aussi un peu de romance avec la rencontre entre les deux jeunes à peine adolescents Tommy Kirk et Marta Kristen.
Un point essentiel du film est que Sam l'intrépide doit être le fils du chien Fidèle Vagabond mais il ne ressemble pas au chiot du premier opus et n'est même pas de la même race. West rappelle que dans le roman original, Sam est un « Texas hound » mais après plusieurs essais avec des chiens de cette race, le producteur Bill Anderson n'était pas convaincu en raison d'un manque de personnalité. En parallèle Anderson avait rencontré un chien d'une autre race, Spike mais Walt voulait un chien de la race définie par Gipson et pour Robert Stevenson n'importe lequel des chiens testés convenait. Ne trouvant pas de solution, Walt Disney emmène les tests chez lui, sa femme les voit et lui conseille d'utiliser Spike et aucun autre. Le lendemain Walt appelle Anderson et l'informe qu'il accepte que ce soit Spike mais qu'il ne sera pas bien pour le film. Ayant eu raison sur le premier opus, Anderson laisse le choix à Walt Disney sur le second

## Sortie et accueil
Malgré la commercialisation comme une suite du film à succès Fidèle Vagabond, Sam l'intrépide n'a pas vraiment attiré le public,. Les critiques sont assez variées. Eugene Archer du New York Times écrit que Kevin Corcoran est un « morveux nauséabond », que les scénaristes Fred Gipson et William Turnberg n'ont écrit que des clichés en abondance et que Norman Tokar a tourné chaque scène comme si c'était sa dernière. Robert Salmaggi du Herald Tribune  voit dans le film « une aventure typique de Disney offrant une vision familiale, corrigée et aseptisée. » Pour Variety, Sam l'intrépide est « l'une des productions les moins satisfaisantes de Buena Vista Distribution ces dernières années. »
Le film a été diffusé à la télévision dans l'émission Walt Disney's Wonderful World of Color sur NBC en deux épisodes, le 2 octobre et le 9 octobre 1966. Le film a été édité en vidéo en 1986.

## Analyse
Dans les années 1960, le studio Disney produit de nombreux films dont certains sont des films de niches comme l'aventure avec Les Enfants du capitaine Grant (1962), les comédies musicales comme Babes in Toyland (1961), les intrigues avec La Baie aux émeraudes (1964), les drames avec Calloway le trappeur(1965) tout en poursuivant la production de films historiques avec Bobby des Greyfriars (1961) et animaliers avec Sam l'intrépide.
Leonard Maltin compare le film Sam l'intrépide avec son prédécesseur Fidèle Vagabond. Le premier opus est surtout basé sur une chaleur humaine et des personnages très développés alors que le second bien qu'entraînant et coloré n'a pas une telle profondeur. Les personnages sont ainsi responsables de ravage ou de mauvaises actions. Pour John West c'est un bon film avec une histoire passionnante mais l'un des plus violents films de Disney. Selon Maltin, le film profite de paysages hauts en couleur et d'un rythme pulsant pour des actions nombreuses. Le point culminant du fois est la scène finale dans laquelle Corcoran frappe un indien de la crosse de son fusil puis hurlant plus tard contre un rocher. Pour Maltin, le manque de succès du film est peut-être à chercher dans la commercialisation, pas assez instantes sur la notion de suite de Fidèle Vagabond mais peut-être aussi que le titre original du film Savage Sam comporte un terme peu attractif.